# يولاندا باركينا
يولاندا باركينا أنجولو (من مواليد 4 أبريل 1960م في بورغوس) هي سياسية إسبانية محافظة، كانت رئيسة بلدية بامبلونا في نافار من 1999م إلى 2011م، وانتخبت رئيسة لاتحاد الشعب في نافاريس (UPN) في عام 2009م. من عام 2011م إلى عام 2015م، كانت رئيسة المجتمع القانوني في نافارا.

## بداية حياتها وتعليمها
استقر والدا باركينا في نافارا عندما كانت في السابعة عشرة من عمرها ودرست الصيدلة في جامعة نافارا. عملت باركينا كأستاذة في العديد من الجامعات الإسبانية بما في ذلك جامعة نافارا العامة، حيث شغلت منصب نائب رئيس الجامعة من 1995م إلى 1996م. انتُخبت باركينا عمدة (الكالديسا) لمدينة بامبلونا في 1999م ونائب رئيس اتحاد شعب نافار في 2003م. و في عام 2009م، شغلت منصب ميغيل سانز في الحزب، قبل أن تفوز في انتخابات رئاسة نافارا.

## عملها
في عام 2001م، أجرى ت باركينا مناظرة مع الممثلة بينيلوبي كروز حول سباق سان فيرمين للثيران. لقد ميزت نفسها لنهجها المتشدد في قومية الباسك ، وموقفها الصارم من القضايا البيئية، مفضلة المشاريع الهندسية المثيرة للجدل مثل بناء خزان إيتويز، والقطار السريع (في القريب العاجل) والطريق السريع العابر لجبال البرانس (في القريب العاجل). على هذا الاعتبار، تعرضت باركينا لتحطيم فطيرة على وجهها في اجتماع في تولوز.
شغلت باركينا مكتبًا في نافارا على تذكرة إقليمية لاتحاد شعب نافار من 2011م إلى 2015م، في البداية بدعم اشتراكي. بعد الانتخابات الإقليمية، قام تحالف متعدد الأحزاب بقيادة اوكزو باركوس (جيروا باي) بإزالة باركينا من المكتب الإقليمي في يوليو 2015.
أعلنت باركينا بدورها عن عودتها إلى منصبها كمحاضر سابق في جامعة نافار الحكومية، UPNA ، رافضة الاستفادة من أي منصب متميز قد يكون مرتبطًا بفترة وجودها في المنصب («لا أبواب دوارة» ، أغسطس 2015م). في أكتوبر 2015م، تم الكشف عن أنها ستشترك في قسم من شركة الاتصالات السلكية واللاسلكية الإسبانية موفيستار، كعضو في مجلس إدارتها، وراتب سنوي أولي قدره 200000 يورو بالإضافة إلى وردية مخفضة في UPNA. 